# Peltina cazieri
Peltina cazieri är en tvåvingeart som först beskrevs av James 1953.  Peltina cazieri ingår i släktet Peltina och familjen vapenflugor. Inga underarter finns listade i Catalogue of Life.